# Gido Vermeulen
Gido Vermeulen (Amsterdam, 10 juli 1964) is een Nederlandse volleybaltrainer. Hij was onder andere trainer van het Nederlandse dames- en heren volleybalteam. Sinds maart 2024 is hij bondscoach van het Zweedse mannenvolleybalteam. Hij won de Europa Cup met Inn Volley Napoli en de Spaanse landstitel met CV Tenerife.

## Carrière
Vermeulen begon zijn trainersloopbaan bij Martinus uit Amstelveen. Daar trainde hij het damesteam, dat bekend staat onder de naam Dela Martinus. Hij was trainer voor de seizoenen 1992/93, 1993/94, 1994/95 en 1995/96. Met Dela Martinus speelde hij Europees volleybal in de Europa Cup II.

## 1994 - 2008
Vanaf 1994 tot aan 1998 was hij assistent trainer bij het Nederlandse damesteam. Hij begon als assistent van Bert Goedkoop maar toen die in opspraak raakte werd Gido Vermeulen tijdelijk hoofdtrainer. Met de nieuwe hoofdtrainer Pierre Mathieu klikte het niet en daarom vertrok hij bij de Nederlandse volleybaldames in 1998. Het laatste jaar voor de Nederlandse ploeg trainde hij de U-18 dames. 
In 1998 werd hij voor twee seizoenen trainer van het Italiaanse Inn Volley Napoli. Hij leidde de dames van Napoli naar winst in de Europa Cup. In 2000 verruilde hij het Italiaanse Napoli voor het Spaanse CV Tenerife. In Spanje trainde hij het damesteam het seizoen 2000/2001 en won met de club de Spaanse landstitel. In de jaren tussen 2001 en 2003 werkte hij ook als assistent trainer voor de Nederlandse volleybalteams van U19, U23 en ook nog tijdelijk als assistent van het Nederlandse damesteam. In 2001 werd hij voor een jaar trainer van het Amerikaanse damesteam van de Chicago Thunder. Tussen 2004 en 2008 was Vermeulen hoofdtrainer voor het Nederlandse U21 dames volleybalteam. 

#### Bondscoach Spanje
In 2008 werd hij benoemd tot hoofdtrainer van het Spaanse nationale dames volleybalteam. Hij bleef tot en met 2012 eindverantwoordelijk. Het lukte Spanje in die jaren niet om zich te plaatsen voor de Olympische Spelen of wereldkampioenschap ook kwalificeerden de dames zich niet voor de Mediterrane Spelen. Bij de Europese kampioenschappen van 2009 en 2011 eindigde Spanje op 9e en 11e plaats. In de European Volleybal League eindigde Spanje in 2009 op de 6e plek.  

## Bondscoach Nederland
Na vier in Spanje te hebben gewerkt werd hij vanaf 2012 hoofdtrainer van het Nederlandse dames volleybalteam. De Olympische spelen van Londen 2012 worden niet gehaald. In mei 2012 verliest Nederland in kwalificatie van Rusland. In het zelfde jaar eindigt Nederland op de vierde plek in European Volleybal League. In de strijd om het brons verliest Vermeulens team van Servië. In 2013 wint het team de Dela Trophy door in de finale België te verslaan Op het EK in 2013 komt het team niet verder dan de achtste finale waar het verliest van Kroatië. Vermeulen behaalt met team ook deelname aan de World Grand Prix waarin het de openingswedstrijd wint van Cuba. Uiteindelijk eindigt het team op een 12e plek. Op het WK volleybal in 2014 wordt het Nederlandse team 13e.
Een deel van de speelsters heeft geen vertrouwen meer in Vermeulen als trainer. Als hij nog langer aan zou blijven weigeren ze uit te komen voor het Nederlandse volleybalteam. De Nevovbo (Nederlandse Volleybal Bond) lost het op door Vermeulen aan te stellen als trainer van het mannen volleybalteam. Na de in 2014 vertrokken Edwin Benne was een vacature ontstaan bij de oranje volleybalmannen. Onder zijn leiding wint het team de play off tegen Spanje en kwalificeren de mannen zich voor het EK 2015 in Italië en Bulgarije. Op het EK wint het team de eerste wedstrijd van Tsjechië ook in het tweede groepsduel wordt er van Duitsland gewonnen de laatste poulewedstrijd in en tegen Bulgarije verliest het team van Vermeulen. In de tussenronde wordt er in 3 sets verloren van Slovenië. Hierdoor mist het team de Olympische Spelen van Rio de Janeiro in 2016.
In 2016 wint het Nederlandse mannenteam de kwalificatie wedstrijd tegen Turkije en plaatst zich voor het EK 2017. Op het EK volleybal 2017 loopt het minder voorspoedig alle poulewedstrijden worden verloren en Nederland eindigt als laatste in de poule. Na 16 jaar afwezigheid doet het team in 2018 mee aan het WK volleybal. Op het WK wordt gewonnen van Olympisch Kampioen Brazilië en Frankrijk. Zodoende kwalificeert het team zich voor de tweede groepsfase daarin verliest het van Italië en Rusland en daarmee eindigt het WK met een achtste plaats voor het Nederlandse team. Drie maanden na het WK 2018 besluit Vermeulen te stoppen als bondscoach. Na achtereenvolgens; vier jaar de Nederlandse mannen, drie jaar de Nederlandse vrouwen, vier jaar de Spaanse vrouwen en zes jaar de junioren vind Vermeulen het tijd voor rust.

## 2018 - heden
In februari 2018 begon Vermeulen als trainer van de mannenploeg van het Poolse MKS Będzin. In het eerste seizoen weet hij de ploeg te behoeden voor degradatie. Als de ploeg halverwege het seizoen 2018-2019 13e en laatste staat wordt Vermeulen na een nederlaag tegen de nummer 3 ontslagen. Hoewel Vermeulen na zijn vertrek bij de Nederlandse Volleybalbond rustiger aan wou doen begint hij toch aan een nieuw avontuur. In april 2019 wordt hij bondscoach van de Egyptische mannenploeg. De doelstelling is om het team te plaatsen voor de Olympische Spelen van 2020 in Tokio. Na verlies tegen Tunesië is kwalificatie niet meer mogelijk en in januari 2020 wordt Gido Vermeulen ontslagen.
In het seizoen 2020/21 gaat Vermeulen het Russische damesteam van Uralochka URGEU trainen. Een ploeg uit Jekaterinburg. Na de inval in februari 2022 van Rusland op Oekraïne verlaat Vermeulen Rusland. In 2022 begint Vermeulen opnieuw als trainer van de Egyptische mannenploeg. Na iets meer dan twee maanden is er een onoverbrugbaar verschil van inzicht tussen de Egyptische bond en Vermeulen en gaan ze uit elkaar.
In 2024 begint Vermeulen bij de Zweedse Volleybalbond als bondscoach voor de Zweedse mannen. Hij krijgt een contract tot 2028. De Zweedse mannen speelden voor het laatst in 2021 in competitie. Doelstelling is om weer deel te nemen aan de Europese Kampioenschappen. 